# Jules de Borchgrave
Jules Emile Desiré de Borchgrave, né le 11 janvier 1850 à Olsene et mort le 23 février 1927 à Bruxelles, est un avocat, homme d'affaires et homme politique belge.

## Biographie
- Avocat à la Cour de Bruxelles (1874-1910)
- Conseiller communal d'Ixelles (1894-1895)
- Directeur du Journal de Bruxelles (1895)
- Député par l'arrondissement de Bruxelles (1884-1892)
- Secrétaire de la Chambre des représentants de Belgique (1894-1900)
- Vice-président de la Compagnie Générale Coloniale (1899-1901)
- Directeur général de la Société Horticole Coloniale (1900-1903)
- Directeur de la Société des chemins de fer vicinaux belges (1901-1926)
- Vice-président de la Compagnie Austro-Belge du Pétrole (1902)
- Directeur de la Compagnie générale coloniale (1907-1909)
- Président de la Société de Westende-Plage (1919-1926)

## Sources
- P. Van Molle, "Het Belgisch parlement", p. 63;
- "Le Parlement belge 1831-1894", p. 105-106;
- "Galerie nationale. Le parlement belge en 1900-1902", Brussel, 1901, 272-273.